# Saarlouis Hornets
Die Saarlouis Hornets sind die Abteilung Baseball und Softball des TV 1872 Saarlouis.

## Geschichte
Die Saarlouis Hornets wurden im Oktober 1992 als Abteilung des TV 1872 Saarlouis gegründet. Gründungsmitglieder waren Holger Engels, Tom Gapp, Christoph Rass, Uli Rass und Christian Schu, die zuvor gemeinsam im mittlerweile aufgelösten Baseballverein der Saarland Indians in Völklingen gespielt hatten.

### Baseball
Gleich in ihrer ersten Saison 1993 konnten die Saarlouis Hornets punktgleich gemeinsam mit den TV St. Ingbert Devils in der Landesliga die Meisterschaft erringen. Von 1994 bis 1998 folgte der stetige Aufstieg der ersten Herrenmannschaft bis in die 2. Bundesliga Süd, bevor in der Saison 2000 mit dem 2. Platz der Aufstieg in die 1. Bundesliga Süd gelang. Im ersten Jahr in der Bundesliga wurde Platz 7 erreicht, im Jahr darauf Platz 6 und in den Jahren 2003–2005 jeweils der 5. Platz, bis 2006 mit dem 4. Platz erstmals die Teilnahme an den Playoffs gelang. Dies konnte 2007 trotz gutem Saisonstart nicht wiederholt werden und man erreichte den 5. Platz, der in der Saison 2008 bestätigt werden konnte. 2009 mussten die Hornets in die Play-downs, konnten aber die Gauting Indians noch hinter sich lassen. Nach der Spielzeit 2010, in der das Team Platz 5 in der Regular Season belegte, zogen sich die Hornets aus finanziellen Gründen aus der Bundesliga zurück und werden nicht mehr an der Saison 2011 teilnehmen. 2011 spielen die Hornets in der Regionalliga Süd-West, der dritthöchsten Liga in Deutschland.
2014 gelang der Aufstieg aus der Regionalliga Süd-West und somit spielen die Hornets 2015 in der 2. Bundesliga Süd. Schon 2016 gelingt erneut der Aufstieg in die 1. Baseball-Bundesliga. Hier halten sich die Hornissen für drei Jahre und steigen 2019 wieder in die 2. Liga ab. Seit 2020 ist der Verein in der 2. Baseball-Bundesliga Süd-West vertreten.
Ab der Saison 2005 konnte auch eine 2. Herrenmannschaft gemeldet werden, zunächst in der Bezirksliga und nach deren Auflösung in der Landesliga in verschiedenen Klassen: Südwest (1996), West (1997–1998) und in der eingleisigen Landesliga (1999–2001). 2001 gelang mit der Meisterschaft in der Landesliga der Aufstieg in die Verbandsliga und im Anschluss daran für die Saison 2007 der Aufstieg in die Regionalliga.
Ab der Saison 2005 konnte auch eine 3. Herrenmannschaft gemeldet werden, die seitdem in der Landesliga des Südwestdeutschen Baseball- und Softballverbandes spielt und 2007 nur knapp an der Meisterschaft scheiterte. In der Saison 2009 spielt die 3. Herrenmannschaft in der neuen Verbandsliga West, die allerdings immer noch die niedrigste Spielklasse darstellt.

### Softball
1995 wurde erstmals eine Damenschaft in der Verbandsliga Softball des Südwestdeutschen Baseball- und Softballverbandes gemeldet, die auf Anhieb Platz 3 von 6 in der Gruppe A erreichen konnte. Schon in ihrer zweiten Saison 1996 konnte die Mannschaft in der Verbandsliga West die Meisterschaft erringen. Von 1997 bis 2001 spielte die Mannschaft in der eingleisigen Verbandsliga und konnte von 1999 bis 2001 dreimal in Folge die Meisterschaft erringen. 2002 wagte man den Aufstieg in die 1. Bundesliga Süd, musste aber direkt wieder absteigen. Seit 2003 spielt die Mannschaft wieder in der Verbandsliga und konnte dort unter anderem 2007 und 2008 die Meisterschaft des Südwestdeutschen Baseball- und Softballverbandes SWBSV erringen.
In der Saison 2009 wurde mit der Spielgemeinschaft mit Lokomotive Bous auch erstmals eine 2. Damenmannschaft in der Landesliga ins Leben gerufen. Darüber trat auch ein Hobbyteam in der Rhein-Main-Liga im Slowpitch-Softball an.
Aktuell spielt das Softball-Team in der Verbandsliga Hessen, aufgrund des mangels an Softball-Teams im Südwesten.

## Veranstaltungen
Die Saarlouis Hornets richten jedes Jahr mehrere Veranstaltungen aus, wie zum Beispiel die Baseball-Hobbyturniere, an denen vor allem Kneipenmannschaften aus der Saarlouiser Altstadt teilnehmen. Des Weiteren sind die „Hornets“ häufig mit Ständen auf Saarlouiser Stadtfesten wie dem Ostermarkt oder der Emmes sowie auch der Freizeitmesse Saarbrücken, an denen meist auch der aufblasbare Batting Cage zum Einsatz gelangt.
2008 richteten die Saarlouis Hornets das Allstar-Game des Südwestdeutschen Baseball- und Softballverbandes im Baseball wie im Softball aus und veranstalteten ihr erstes Slowpitch Softball Turnier, das die Kornwestheim Woodpeckers für sich entscheiden konnten. Darüber hinaus fand am 13. und 14. September 2008 auch der Länderpokal der Juniorinnen in Saarlouis statt und fand im Team Nordrhein-Westfalen seinen Sieger.

### Länderspiel Deutschland – Australien 2007
Am 19. Juni 2007 trug die deutsche Baseballnationalmannschaft als Vorbereitung auf die Europameisterschaft 2007 sowie Weltmeisterschaft 2007 im Rahmen einer 3-teiligen Länderspielserie ein Länderspiel gegen Australien, repräsentiert durch das Australian Provincial Team, aus. Deutschland gewann vor 800 Zuschauern 6:3 nach 9 Innings, wobei alle 3 Punkte der Australier durch zwei Homeruns durch den ehemaligen Spieler der Saarlouis Hornets Michael Wells zustande kamen. Den „first pitch“ warf der Saarlouiser Bürgermeister Alfred Fuß.

## Ballpark
Der vereinseigene Baseballplatz „In den Fliesen“ befindet sich in der St. Nazairer Allee in Saarlouis. Der Platz wurde im Jahr 1996 eröffnet und ist bis dato der einzige Baseballplatz im Saarland.
2004 wurden die im Jahr 2002 begonnenen Ausbauarbeiten abgeschlossen, mit denen das Feld durch eine Felderweiterung und eine Zaunanlage auf internationalen Standard gebracht werden konnte und der Zuschauerbereich ausgebaut wurde. Durch den Bau eines Schulungs- und Cateringgebäudes im Spätsommer 2006 wurde die Anlage ein weiteres Mal erweitert.
2007 wurden weitere Ausbaumaßnahmen begonnen: ein überdachter Batting Cage wurde gebaut, ein zweites Feld wurde für das Softball-Team angelegt und ein 220 m² großes Clubhaus mit sanitären Anlagen und Schulungsräumen konnte 2008 in Betrieb genommen werden.